# AED Studios
AED studios is een mediacomplex in de Benelux gelegen te Lint (provincie Antwerpen) aan het station Kontich-Lint. Het bevat infrastructuur voor het opnemen van films, tv-programma's of om specifieke evenementen te organiseren. Ook voor show- en tourrepetities bieden de studio's infrastructuur.
Op het gebied van 5,5 hectare bevinden zich 16 studio's (waaronder een van Europa's grootste studio's met een waterbassin van 25 m bij 35 m en 4 m diepte), 5 backstage ruimtes met 42 hotelkamers en 17 appartementen, 4.000 m² kantoorruimte, een publieksfoyer, magazijnen, een houtatelier voor decorbouw, een helikopterhaven (internationale code: EBLT) en een restaurant.

## Geschiedenis
Het studiocomplex werd geopend op 10 september 2005 (toen Eurocam Media Center), en werd ondergebracht in een gerenoveerd pand van de voormalige conservenfabrikant Sobemi. In 2013 kocht de AED group de gebouwen van het failliete Alfacam over. In 2015 renoveerde AED de studio's. Ook werden de oude Sobemi gebouwen afgebroken om plaats te maken voor een parking met een capaciteit van 1000 wagens.